# Convolvuli

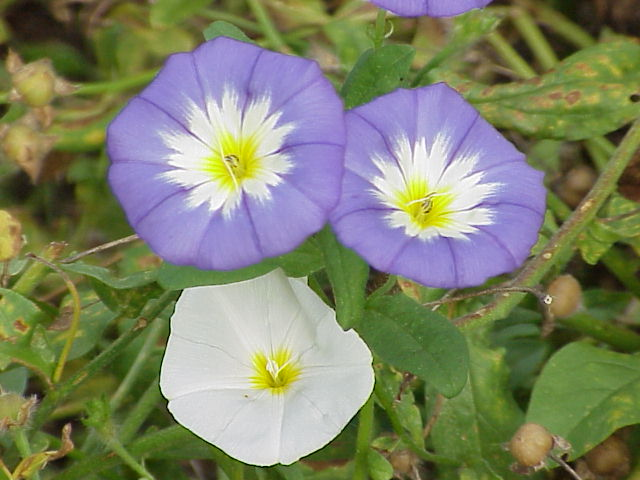
Convolvulus

Convolvuli, na classificação taxonômica de Jussieu (1789), é uma ordem botânica da classe Dicotyledones, Monoclinae (flores hermafroditas ), Monopetalae ( uma pétala), com  corola hipogínica (quando a corola se insere abaixo do nível do ovário).
Apresenta os seguintes gêneros:
- Maripa, Mouroucoa, Retzia, Convolvulus, Ipomaea, Evolvulus, Nama, Hydrolea, Sagonea, Cressa, Cuscuta, Diapensia, Loeselia.